# Carlos Alhinho
Carlos Alexandre Fortes Alhinho (* 10. Januar 1949 in São Vicente, Kap Verde; † 31. Mai 2008 in Benguela, Angola) war ein kapverdisch-portugiesischer Fußballspieler und Trainer.

## Laufbahn
Carlos Alhinho wurde in der damaligen portugiesischen Kolonie Kap Verde geboren. Seit 1968 spielte er in Portugal Fußball. In seiner aktiven Zeit war er einer der wenigen Spieler, die bei allen drei großen Vereinen Portugals, Sporting Lissabon, FC Porto und Benfica Lissabon, unter Vertrag standen. Mit Sporting gewann er 1974, mit Benfica 1977 und 1981 den Meistertitel. 1973 und 1974 kam der Gewinn des Pokals mit Sporting, 1980 und 1981 sowie der Supercup 1980 mit Benfica hinzu. Ein Abstecher zu Betis Sevilla blieb in der Saison 1975/76 erfolglos, Alhinho bestritt nicht ein Spiel für den Verein.
15 mal wurde Alhinho in die Auswahl Portugals berufen. Sein erstes Spiel machte er am 28. März 1973 beim 1:1 gegen Nordirland während der Qualifikation für die Fußball-Weltmeisterschaft 1974 in der Bundesrepublik Deutschland. Das letzte Spiel bestritt er bei der 1:3-Niederlage gegen Brasilien am 5. Mai 1982. Ein Tor erzielte er während der Zeit ebenso wenig, wie er an einer Welt- oder Europameisterschaft teilnehmen konnte.
Nach seiner aktiven Karriere wurde Alhinho Trainer und betreute die Nationalteams der Kap Verden sowie Angolas. Er hatte einen tödlichen Unfall in einem Hotel im angolanischen Benguela, als er in einen leeren Fahrstuhlschacht fiel. Zu der Zeit befand er sich in Verhandlungen wegen eines Engagements als Trainer des angolanischen Spitzenvereins Primeiro de Maio.